# لا دولشي فيتا (فلم)
لا دولشي فيتا أو الحياة الحلوة (بالإيطالية: La Dolce Vita) هو فيلم إنتاج سنة 1960 للمخرج الإيطالي فدريكو فلليني. غالبا ما يعد الفيلم مرحلة انتقالية لفليني من الأفلام الواقعية إلى الأفلام ذات الطابع الفني. يحكي الفيلم قصة مارسيلو روبيني (مارسيلو ماستروياني)، وهو صحفي يكتب لمجلات الثرثرة، خلال سبعة أيام بلياليها وفي أثناء بحثه غير المثمر عن الحب والسعادة. يُعد الفيلم غالبًا مرحلة انتقالية لفليني من الأفلام الواقعية إلى الأفلام ذات الطابع الفني. فاز لا دولشي فيتا بجائزة السعفة الذهبية في مهرجان كان السينمائي لعام 1960، وجائزة الأوسكار لفئة أفضل أزياء. حقق الفيلم نجاحًا في شباك التذاكر على مستوى العالم.

## الحبكة
من خلال التفسير الأكثر شيوعًا لحبكة الفيلم، يمكن تقسيمه إلى مقدمة، وسبع حلقات رئيسية تُقاطع بمداخلة، وخاتمة. في حال جُمعت الليالي من كل حلقة مع الصباح من الحلقة التي تسبقها، فإن هذا يُشكل سبعة أيام بلياليها، ولكن ليس بالضرورة أن يكون هذا هو المقصود.

### المقدمة
تسلسل اليوم الأول: طائرة مروحية تنقل تمثالًا للمسيح فوق قناة رومانية قديمة خارج روما، في حين تتبعها واحدة أخرى، مروحية الأخبار الخاصة بمارسيلو روبيني، في المدينة. تُشتَّت المروحية للحظات من قبل مجموعة من النساء اللواتي يرتدين البكيني ويتشمسن على سطح مبنى سكني شاهق. يحاول مارسيلو أن يشير إليهن أنه يريد أرقام هواتفهن، إلا أنه يفشل في تحصيلها، فيتجاهلهن ويتابع ملاحقة التمثال في ساحة القديس بطرس.

### الحلقة الأولى
تسلسل الليلة الأولى: يقابل مارسيلو مادالينا صدفة في ملهى ليلي خاص. مادالينا هي وريثة ثرية وجميلة، وضجرة من روما، تبحث دائمًا عن أحاسيس جديدة، في حين أن مارسيلو يعتقد أن روما تناسبه ويراها كغابته الصغيرة التي يستطيع أن يختبئ فيها. يمارسان الحب في غرفة نوم عاهرة أوصلاها إلى منزلها بسيارة مادالينا الكاديلاك.
تسلسل الفجر الأول: يعود كارسيلو إلى منزله ليكتشف أن خطيبته إيما قد حاولت الانتحار من خلال تناول جرعة زائدة. في الطريق إلى المستشفى، وفي غرفة الطوارئ، يعلن لها حبه الأبدي وهي شبه فاقدة الوعي. بينما ينتظر بشكل محموم شفاء إيما، يحاول أن يتصل بمادالينا.

### الحلقة الثانية
تسلسل اليوم الثاني: في ذلك اليوم، يقوم مارسيلو بمهمة التحضير لوصول سيلفيا، وهي ممثلة أمريكية سويدية مشهورة، إلى مطار تشامبينو حيث يستقبلها حشد من الصحافة.
خلال المؤتمر الصحفي مع سيلفيا، يتصل مارسيلو بإيما ليطمئنّ أنها تناولت دواءها وليطمئنها أنه ليس وحده مع سيلفيا. بعد أن ردت النجمة السينمائية بثقة على وابل أسئلة الصحفيين، يدخل صديقها روبرت (ليكس باركر) إلى الغرفة متأخرًا وثملًا. يوصي مارسيلو لمنتج سيلفيا أن يأخذها في جولة في ساحة القديس بطرس.
داخل قبة القديس بطرس، يشتكي أحد مراسلي الأخبار أن سيلفيا كالمصعد، إذ لا أحد يضاهيها في نشاطها في صعود الدرج. يناور مارسيلو ليصبح بمفرده معها حين يصلان أخيرًا إلى شرفة تطل على الفاتيكان.
تسلسل الليلة الثانية: يرقص مارسيلو مع سيلفيا مفتونًا بها في حمامات كاراكالا. يثير حماس سيلفيا الطبيعي الحفلات الصاخبة بينما يرسم روبرت، خطيبها الممل، الرسوم الكاريكاتورية ويقرأ صحيفة. تجعلها ملاحظته المهينة لها تترك المجموعة، فيتبعها مارسيلو وزملاؤه المصورون بفارغ الصبر. يجد مارسيلو وسيلفيا نفسيهما وحدهما، ويقضيان بقية الأمسية في أزقة روما حيث يتجولان في نافورة تريفي.

## وصلات خارجية
- مقالات تستعمل روابط فنية بلا صلة مع ويكي بيانات

.
- قالب:Metacritic I
- قالب:MovieMeter movie ID
- قالب:PORT film ID
- قالب:AlloCiné movie ID
- دولشي فيتا من روجر أيبرت.